# 喜多川雪麿
喜多川 雪麿（きたがわ ゆきまる、寛政9年〈1797年〉 - 安政3年12月5日〈1856年12月31日〉）とは、江戸時代の浮世絵師。

## 来歴
喜多川月麿の門人。姓は田中、名は親敬。通称善三郎。字は虞徳。墨川亭、敬丹舎と号す。越後高田藩士。文化末年から嘉永の頃にかけて錦絵美人画、版本の挿絵、肉筆美人画を描く。鹿都部真顔に師事して狂歌も詠んだ。文政6年（1823年）以降からは戯作者としても活躍している。享年60。白金台町妙園寺に葬る。

## 作品
- 「三味線を弾く美人図」　絹本着色　東京国立博物館所蔵　十返舎一九賛